# ساموئل پرنتیس
ساموئل جان (به انگلیسی: Samuel Prentiss) سناتور سابق عضو حزب ملی جمهوری‌خواه بود. وی در سال ۱۸۳۱ تا ۱۸۴۲ میلادی سناتور ایالت ورمانت در سنای ایالات متحده آمریکا بود.